# 7 Years (Lukas Graham)
7 Years è un singolo del gruppo musicale danese Lukas Graham, pubblicato il 18 settembre 2015 come terzo estratto dal secondo album in studio Lukas Graham.

## Successo commerciale
Il singolo ha raggiunto la vetta delle classifiche in Italia.

## Video musicale
Il video musicale è stato pubblicato il 15 dicembre 2015 sul canale YouTube del gruppo.

## Classifiche

### Classifiche settimanali
| Classifica (2015-16) | Posizione massima |
| -------------------- | ----------------- |
| Australia            | 1                 |
| Austria              | 1                 |
| Belgio (Fiandre)     | 1                 |
| Belgio (Vallonia)    | 4                 |
| Canada               | 1                 |
| Corea del Sud        | 63                |
| Danimarca            | 1                 |
| Finlandia            | 5                 |
| Francia              | 5                 |
| Germania             | 6                 |
| Irlanda              | 1                 |
| Islanda              | 1                 |
| Italia               | 1                 |
| Norvegia             | 4                 |
| Nuova Zelanda        | 1                 |
| Paesi Bassi          | 3                 |
| Polonia              | 2                 |
| Portogallo           | 2                 |
| Regno Unito          | 1                 |
| Repubblica Ceca      | 1                 |
| Slovenia             | 1                 |
| Spagna               | 3                 |
| Stati Uniti          | 2                 |
| Svezia               | 1                 |
| Svizzera             | 3                 |
| Ungheria             | 3                 |

### Classifiche di fine anno
| Classifica (2015) | Posizione |
| ----------------- | --------- |
| Svezia            | 21        |
| Classifica (2016) | Posizione |
| Brasile           | 26        |